# Distrito electoral local 40 del estado de México
El XL Distrito Electoral Local del Estado de México es uno de los 45 Distritos Electorales Locales en los que se divide el Estado de México. Su cabecera es Ixtapaluca Centro, localidad principal del municipio de Ixtapaluca.
Está ubicado al oriente del estado y ocupa la parte occidental del municipio de Ixtapaluca. Colinda al norte con los distritos 5 y 31, al sur con los distritos 27 y 1 y al este con el distrito 28, del cual también es parte el municipio de Ixtapaluca.

## Diputados por el Distrito
- LII Legislatura
  - (1993 - 1996): Carlos Isaías Pérez Arizmendi
- LIII Legislatura
  - (1996 - 2000): Miguel Manuel Andario Jácome
- LIV Legislatura
  - (2000 - 2003): Fernando Fernández García
- LV Legislatura
  - (2003 - 2006): Juan Manuel San Martín Hernández
- LVI Legislatura
  - (2006 - 2009): Domingo Apolinar Hernández Hernández
- LVII Legislatura
  - (2009 - 2012): Fernando Fernández García
- LVIII Legislatura
  - (2012 - 2015): Armando Corona Rivera
- LIX Legislatura
  - (2015 - 2018): César Reynaldo Navarro de Alba
- LX Legislatura
  - (2018 - 2021): Rosa María Zetina González
- LXI Legislatura
  - (2021 - 2024): Rosa María Zetina González

## Resultados electorales

### 2024
|  | 25.73 % |

|  | 61.15 % |

|  | 09.83 % |

|  | 00.12 % |

|  | 03.15 % |

|  | 100.0 % |

|  | 59.92 % |

### 2021
|  | 32.96 % |

|  | 44.76 % |

|  | 05.36 % |

|  | 03.56 % |

|  | 02.53 % |

|  | 01.43 % |

|  | 04.21 % |

|  | 01.25 % |

|  | 00.89 % |

|  | 00.09 % |

|  | 02.95 % |

|  | 100.0 % |

|  | 48.22 % |

### 2018
|  | 31.31 % |

|  | 47.55 % |

|  | 12.77 % |

|  | 02.10 % |

|  | 01.18 % |

|  | 01.88 % |

|  | 00.05 % |

|  | 03.15 % |

|  | 100.0 % |

|  | 65.01 % |

### 2015
|  | 37.68 % |

|  | 25.68 % |

|  | 10.41 % |

|  | 06.85 % |

|  | 06.15 % |

|  | 02.98 % |

|  | 02.29 % |

|  | 01.94 % |

|  | 01.16 % |

|  | 00.55 % |

|  | 00.13 % |

|  | 04.19 % |

|  | 100.0 % |

|  | 47.15 % |

### 2012
|  | 19.63 % |

|  | 37.92 % |

|  | 32.06 % |

|  | 06.15 % |

|  | 04.02 % |

|  | 00.22 % |

|  | 09.40 % |

|  | 100.0 % |

|  | 61.90 % |

### 2009
|  | 12.27 % |

|  | 44.63 % |

|  | 23.74 % |

|  | 04.85 % |

|  | 07.39 % |

|  | 01.37 % |

|  | 00.22 % |

|  | 05.53 % |

|  | 100.0 % |

|  | 48.57 % |

### 2006
|  | 10.10 % |

|  | 43.67 % |

|  | 38.63 % |

|  | 02.68 % |

|  | 00.42 % |

|  | 04.50 % |

|  | 100.0 % |

|  | 44.46 % |